# Khonshu
Khonshu è un personaggio dei fumetti pubblicati dalla Marvel Comics, è una divinità egizia, figlio di Amon-Ra.

## Biografia
La prima apparizione di Khonshu si ha nel 2490 A.C., quando compare in sogno a Occhio di Falco, smarritosi tra le pieghe del tempo assieme ai Vendicatori della Costa Ovest; la divinità chiede all'eroe di scacciare il malvagio Rama-Tut, in cambio guarirà l'arciere dalle sue ferite, il Vendicatore accetta ma a patto di essere ricondotto con i suoi compagni nel ventesimo secolo.
Intorno all'anno 1.000.000 a.C., Khonshu fu offeso dal fatto che non gli fosse stato offerto di entrare a far parte dei Vendicatori dell'età della pietra e scelse un avatar mortale - il primo Moon Knight conosciuto - per imporre la sua volontà sulla Terra e inimicarsi i Vendicatori per suo conto, portando alla creazione del Culto di Khonshu e a una successione di Moon Knight.  Khonshu e Ra sono stati in guerra l'uno contro l'altro per millenni, rinascendo e scontrandosi ripetutamente attraverso avatar terreni, e Khonshu ogni volta è riuscito a battere Ra. Successivamente, è stato rivelato che Khonshu è il dio del tempo e della vendetta.
Nell'ottobre del 1942, una tomba contenente alcuni manufatti di Khonshu è scoperta dal soldato inglese Ezzie O'Gourke nei dintorni di El Alamein; durante la successiva battaglia un'immagine della divinità compare nel cielo vanificando i tentativi dei tedeschi di fermare l'avanzata britannica. In tempi più recenti, il criminale Herb Russel, colpevole dell'uccisione di un poliziotto, si nasconde in un museo egizio all'interno di un sarcofago, Khonshu, per amore di giustizia, ve lo chiude impedendogli di fuggire.
Anni dopo, l'attenzione di Khonshu viene attirata da un bambino di nome Marc Spector affetto da disturbo dissociativo dell'identità, la cui mente è spezzata in diversi alter, e lo designa come suo futuro avatar. Dopo essere stato rinchiuso dai genitori in un ospedale psichiatrico, poco più che adolescente Marc scappa su istigazione di Khonshu e diventa prima un marine e poi un mercenario. Dopo essere stato ferito a morte per essersi rivoltato contro un collega particolarmente spietato, Spector viene condotto ai piedi di una statua di Khonshu, che lo resuscita rendendolo ufficialmente il suo avatar, "Moon Knight".
La figura di Khonshu viene presentata come piuttosto ambigua: inizialmente non è chiaro se il dio sia reale o un'allucinazione di Marc (nonostante alcuni elementi indichino la prima opzione) e la sua esistenza viene confermata appieno solo in un secondo momento. Presentato originariamente come un personaggio relativamente benevolo, a partire dalla serie del 2006 assume dei connotati decisamente più negativi, anche nei confronti dello stesso Moon Knight, il quale progressivamente arriva ad opporglisi. Dal volume 4, Khonshu diventa un dio della vendetta duro e spietato che non si fa scrupoli a manipolare e plagiare mentalmente Marc per spingerlo ad azioni violente. In un'occasione arriva a minacciare il pianeta Terra per "salvarla" dagli attacchi di creature del cosmo, costringendo i Vendicatori a intervenire per fermarlo.
Quando, dopo numerose avventure, Spector rompe il suo sodalizio con Khonshu, la sua statua è acquistata dal malvagio Anubis, nemico giurato della divinità, solo l'intervento di Moon Knight, ritornato sulla sua decisione, salverà la mistica icona dalla distruzione. Successivamente, Khonshu affianca Spector nell'affrontare le tendenze suicide della collega Mimo e l'amore per Tigra; quando i Vendicatori sono catturati da Kristoff Vernard a Latveria, Moon Knight libera lo spirito della divinità dal proprio inconscio in modo che possa negoziare il loro rilascio; tenta lo stesso trucco per aiutare Daimon Hellstrom contro gli spiriti di due Phantom Riders, la presenza di Khonshu sulla Terra però attira l'attenzione di Seth che ingaggia battaglia con il suo rivale allontanandolo permanentemente dal suo cavaliere. Khonshu appare a Spector, gravemente ferito durante una lotta, mentre la sua statua si anima per indicare a Marlene dove trovare l'amato, dopo questa disavventura, lo visita di nuovo per dirgli di: "Credere nella verità della sua visione". In seguito, visioni della divinità informano Moon Knight dell'avvento di Seth e dei suoi servi e lo avvertono di prepararsi alla battaglia. Infine, Khonshu appare a Spector nelle sembianze del suo primo nemico, Bushman, e possedendo il suo vecchio amico Bertrand Crawley per indirizzarlo nella battaglia contro la malvagia organizzazione denominata Comitato.

## Poteri e abilità
Khonshu ha i poteri convenzionali degli dei egiziani, come forza sovrumana, resistenza, fattore di guarigione accelerata, immortalità, capacità di manipolare la magia, capacità di manipolare qualsiasi cosa legata alla luna e assorbimento di potenza.

## Altri media

### Marvel Cinematic Universe
Khonshu appare nel Marvel Cinematic Universe (MCU), interpretato da Karim El Hakim e doppiato da F. Murray Abraham (in lingua originale) e Ennio Coltorti (in italiano). In questa versione, Khonshu è stato bandito dagli altri dei egizi e si serve di Marc Spector per agire sulla Terra. Nonostante sia dotato di un forte senso dell'onore, non esitando a sacrificarsi quando è necessario, è anche collerico e manipolatorio e Marc desidera allontanarsi dalla sua influenza. Mal sopporta Steven Grant, la personalità più dolce e mite di Spector, mentre preferisce l'alter Jake Lockley.
- Khonshu fa il suo esordio nella miniserie Moon Knight (2022), dove viene mostrato il suo incontro con Spector e lo scontro con la dea Ammit e l'avatar di quest'ultima, Arthur Harrow. Al termine della serie, Khonshu apparentemente mantiene il suo giuramento di liberare Marc e Steven dalla sua influenza, ma segretamente continua a operare mediante un terzo alter rimasto nascosto, Jake, il quale uccide per suo conto Harrow e Ammit.